# Дуаз-Игрежаш (Миранда-ду-Дору)
Дуаз-Игрежаш (порт. Duas Igrejas, мирандск. Duas Eigrejas) — район (фрегезия) в Португалии, входит в округ Браганса. Является составной частью муниципалитета Миранда-ду-Дору. По старому административному делению входил в провинцию Траз-уж-Монтиш и Алту-Дору. Входит в экономико-статистический субрегион Алту-Траз-уш-Монтеш, который входит в Северный регион.
Население составляет 744 человека на 2001 год. Занимает площадь 49,26 км².